# 인터랙티브 필름
인터랙티브 필름(Interactive film)은 시네마틱 영화의 특성을 지닌 비디오 게임이나 기타 대화형 매체이다. 비디오 게임 업계에서 이 용어는 영화 게임, 즉 종종 애니메이션이나 실사 장면의 풀 모션 비디오를 사용하여 영화와 같은 대본 방식으로 게임플레이를 표현하는 비디오 게임을 의미한다.
영화 산업에서 "인터랙티브 필름"이라는 용어는 한 명 이상의 시청자가 영화와 상호 작용하고 영화에서 펼쳐지는 이벤트에 영향을 미칠 수 있는 영화인 인터랙티브 영화(인터랙티브 시네마)를 의미한다.

## 같이 보기
- 인터랙티브 영화
- 인터랙티브 아트
- 아트 게임
- 풀 모션 비디오
- 어드벤처 게임
- 레이저액티브
- 블랙 미러: 밴더스내치